# Békepárt (1943)
Az 1848/1849-es Békepárthoz lásd: Békepárt.
A Békepárt a KMP utódpártjaként működő illegális kommunista párt volt 1943 júliusa és 1944 szeptembere között, s tevékeny szerepet vállalt a Magyar Front munkájában.

## Története
Szovjet kezdeményezésre 1943-ban feloszlatták a Kominternt, s mivel a Kádár-féle pártvezetésnek nem volt kapcsolata Moszkvával, ezt az eseményt úgy értelmezték, mint a kommunista pártok megszűnését. A feloszlatást a Központi Bizottság felhívásban jelentette be. Miután fény derült az igazságra, a kommunisták új pártot hoztak létre Békepárt néven, amely elnevezés kifejezte a párt háborúellenességét, amellyel a háborúba belefáradt lakosságot kívánták megnyerni. Az új név ezenkívül még a rendőrséggel szembeni védekezésnek is megfelelt, s elrejtette a párt kommunista voltát, nagyobb teret engedve az együttműködésre más háborúellenes csoportosulásokkal.
A Békepárt elképzelésünk szerint lényegében folytatása volt a kommunista pártnak, más elnevezés alatt. Úgy láttuk, hogy a Békepárt néven jobban tudjuk a baloldali szociáldemokratákat. A parasztpártot és a kisgazdapárt balszárnyát magunk mellé állítani, röpiratainkat elfogadtatni és az akkori nemzeti frontot szélesebb alapokra fektetni. A Békepárt szervezeti felépítése lényegében azonos volt a kommunista pártéval, mert ugyanazokkal találkoztunk, ugyanazokat a szervezeteket tartottuk továbbra is kapcsolatként.
A Békepárt tagjai tevékeny munkát fejtettek ki a szakszervezetekben, illetve az SZDP szervezeteiben; több helyen elérték, hogy az SZDP vezetősége által feloszlatott ifjúsági szervezetek újra létrejöjjenek. A polgári ellenzékkel egy részével is sikerült jó viszonyt kiépíteniük, mivel az üldözéstől félők a Békepárttal inkább mertek kapcsolatot létesíteni.
Röpiratokban sürgették a demokratikus mozgalmak összefogását, és sürgették a hintapolitikát folytató Kállay Miklós leváltását, a különbéke megkötését. Követelték a politikai foglyok szabadon bocsátását, a nyilaskeresztes párt, a Volksbund feloszlatását, és a hadsereg "fasiszta árulóktól" és "hitlerista kémektől" való megtisztítását.
1944 szeptemberében felvette a Kommunista Párt nevet.